# Eleccions al Parlament Europeu de 2009
Les eleccions al Parlament Europeu de 2009 se celebraren entre el 4 i el 7 de juny a tots els estats de la Unió Europea amb l'objectiu d'escollir els eurodiputats de la setena legislatura del Parlament Europeu, que s'inicià el 2009 i es preveu que es perllongui fins al 2014.

## Marc institucional

### Data de les eleccions
Les eleccions es van celebrar:
- El 4 de juny als Països Baixos i Regne Unit,
- El 5 de juny a Irlanda,
- El 5 i el 6 de juny a la República Txeca,
- El 6 de juny a Eslovàquia, Letònia, Xipre i Malta,
- El 6 i el 7 de juny a Itàlia,
- El 7 de juny a Alemanya, Bulgària, França, Espanya, Polònia, Romania, Bèlgica, Grècia, Hongria, Portugal, Suècia, Àustria, Finlàndia, Dinamarca, Lituània, Eslovènia, Estònia i Luxemburg,

### Diputats a escollir per estat
| Estat membre  | 2007 | 2009 Niça | >2010 Lisboa |           | Estat membre | 2007 | 2009 Niça | >2010 Lisboa |    | Estat membre | 2007 | 2009 Niça | >2010 Lisboa |
| Alemanya      | 99   | 99        | 96           | Txèquia   | 24           | 22   | 22        | Eslovàquia   | 14 | 13           | 13   |           |              |
| França        | 78   | 72        | 74           | Grècia    | 24           | 22   | 22        | Irlanda      | 13 | 12           | 12   |           |              |
| Itàlia        | 78   | 72        | 73           | Hongria   | 24           | 22   | 22        | Lituània     | 13 | 12           | 12   |           |              |
| Regne Unit    | 78   | 72        | 73           | Portugal  | 24           | 22   | 22        | Letònia      | 9  | 8            | 9    |           |              |
| Espanya       | 54   | 50        | 54           | Suècia    | 19           | 18   | 20        | Eslovènia    | 7  | 7            | 8    |           |              |
| Polònia       | 54   | 50        | 51           | Àustria   | 18           | 17   | 19        | Xipre        | 6  | 6            | 6    |           |              |
| Romania       | 35   | 33        | 33           | Bulgària  | 18           | 17   | 18        | Estònia      | 6  | 6            | 6    |           |              |
| Països Baixos | 27   | 25        | 26           | Finlàndia | 14           | 13   | 13        | Luxemburg    | 6  | 6            | 6    |           |              |
| Bèlgica       | 24   | 22        | 22           | Dinamarca | 14           | 13   | 13        | Malta        | 5  | 5            | 6    |           |              |
|               |      |           |              |           |              |      |           |              |    | Total:       | 785  | 736       | 751          |

### Partits polítics europeus
Des de les eleccions europees del 2004 hi ha hagut diversos moviments als escenaris polítics estatals (naixement i dissolució de formacions, fusions de partits, etc..) que han afectat a la configuració dels partits polítics europeus i grups polítics al Parlament Europeu. També hi ha hagut partits polítics que han canviat de referent europeu i, a la vegada, a nivell europeu han aparegut nous moviments o s'han produït canvis a les formacions existents.
Tot i això, la majoria de famílies europees segueixen sense grans canvis: és el cas dels socialdemòcrates del Partit Socialista Europeu, els liberals de l'Aliança dels Liberals i Demòcrates per Europa, els socialistes i post-comunistes del Partit de l'Esquerra Europea, els ecologistes del Partit Verd Europeu, els independentistes de l'Aliança Lliure Europea i, en menor mesura, dels conservadors del Partit Popular Europeu (que es veuen afectats per la sortida del Partit Conservador britànic i Partit Demòcrata Cívic txec).

#### Canvis a nivell europeu

##### Unió per l'Europa de les Nacions
La Unió per l'Europa de les Nacions (UEN) és un grup polític del Parlament Europeu lligat al partit de l'Aliança per l'Europa de les Nacions (AEN). És una formació política de caràcter nacionalista, conservador i euroescèptic que ha vist variar força la seva configuració darrerament degut a diversos fets:
- La fi d'Alleanza Nazionale, ja que al passar a formar part del Popolo delle Libertà (membre del Partit Popular Europeu), l'UEN ha perdut una de les formacions polítiques amb més pes.
- La sortida dels irlandesos del Fianna Fáil del partit i el seu posterior ingrés a l'Aliança dels Liberals i Demòcrates per Europa (ALDE).
- L'afebliment de diversos partits que el 2004 van portar diputats al Parlament Europeu que, segons les previsions, no obtendrien cap diputat, com ara la Lliga de les Famílies Poloneses o l'Autodefensa de la República de Polònia (dos dels tres partits que varen formar part del govern de Jarosław Kaczyński).

Tot això, sumat al fet que el Partit Conservador britànic va abandonar el PPE així com els seus companys txecs del Partit Demòcrata Cívic (que van anunciar de treballar al Moviment per la Reforma Europea), fomentà la idea que a la nova legislatura del Parlament Europeu, l'UEN deixaria d'existir com a tal i en el seu lloc apareixeria un nou grup polític conservador i euroescèptic liderat pels tories.

##### Libertas
Libertas és un partit polític fundat el 2008 pel multimilionari irlandès Declan Ganley i centra el seu discurs en contra de l'actual funcionament de la Unió Europea (el seu punt àlgid fou durant la campanya en contra el Tractat de Lisboa a Irlanda), motiu pel qual la formació és titllada d'euroescèptica. Ideològicament, tot i que Libertas no es defineix gaire, es considera com una organització conservadora, catòlica i, com ja s'ha dit, euroescèptica.
A aquestes eleccions es va presentar en coalició amb diversos partits com ara amb Ciutadans - Partit de la Ciutadania a Espanya, amb el Moviment per França i Cacera, Pesca, Natura i Tradicions a França o amb la coalició Polo dell'Autonomia a Itàlia (de la que formen part grups com La Destra o el Moviment per l'Autonomia).

##### Partits de nivell estatal-regional
- El Partit Popular Europeu va comptar, per a les eleccions de juny de 2009, amb una nova organització membre a Itàlia: el Poble de la Llibertat (PdL), que és un nou partit polític de dretes nascut el 2007 per la unió del conservador Forza Italia (que ja formava part del Partit Popular Europeu) i del post-feixista Alleanza Nazionale (que estava integrat a la Unió per l'Europa de les Nacions), així com d'altres formacions més minoritàries de caràcter liberal-conservador. Al 2009 era l'organització política majoritària a Itàlia i el seu líder era el president del Govern, en Silvio Berlusconi.
- Els Partit Democràtic de l'Esquerra i La Margherita es van unir, juntament amb altres partits de centreesquerra, formant el Partit Democràtic (PD), que llavors era el principal partit progressista d'Itàlia (era la segona formació darrera del PdL). Pel que fa a la seva família política europea, cal dir que és un conflicte que no es resolgué, ja que els dos grans moviments constituents formaven part de diferents partits europeus (DS al Partit Socialista Europeu i La Margherita a l'Aliança dels Liberals i Demòcrates per Europa).
- El Nou Partit Anticapitalista (NPA) és una formació política francesa que es va presentar per primer cop a unes eleccions europees. El moviment neix el 2009 a partir d'una refundació de la Lliga Comunista Revolucionària (LCR) i el seu líder fou Olivier Besancenot, un dels polítics francesos més populars. Aquest nou partit polític formà part de l'Esquerra Anticapitalista Europea, un partit relacionat amb el Partit de l'Esquerra Europea. Diversos sondeigs i projeccions situaven aquesta candidatura com la tercera en intenció de vot a França.
- Unió, Progrés i Democràcia (UPyD) és un partit polític espanyol fundat per l'ex-diputada al Grup Socialista Europeu Rosa Díez. La formació, que no es defineix ni de dretes ni d'esquerres, optava a obtenir representació al Parlament Europeu però abans de les eleccions no se sabia a quina família europea pertanyerien els seus diputats, ja que van rebutjar l'entrada al grup del Popular Europeu i al grup Socialista Europeu per motius ideològics i tampoc s'inclourien en el grup de l'Aliança dels Liberals i Demòcrates per Europa perquè Convergència Democràtica de Catalunya i el Partit Nacionalista Basc en formaven part.

## Marc socio-polític

### Projeccions de la futura composició del Parlament
| Partit / Grup                                            | Partit / Grup                                 | 7-abril | 23-abril | 7-maig | 21-maig | 4-juny |
| -------------------------------------------------------- | --------------------------------------------- | ------- | -------- | ------ | ------- | ------ |
|                                                          | Partit Popular Europeu                        | 249     | 251      | 249    | 249     | 262    |
|                                                          | Partit Socialista Europeu                     | 209     | 211      | 211    | 208     | 194    |
|                                                          | Aliança dels Liberals i Demòcrates per Europa | 87      | 83       | 82     | 86      | 83     |
|                                                          | Conservadors Europeus                         | 58      | 64       | 61     | 62      | 53     |
|                                                          | Partit Verd Europeu-Aliança Lliure Europea    | 39      | 38       | 40     | 41      | 50     |
|                                                          | Partit de l'Esquerra Europea                  | 48      | 46       | 45     | 44      | 40     |
|                                                          | Independència i Democràcia                    | 17      | 18       | 20     | 19      | 23     |
|                                                          | No inscrits                                   | 29      | 25       | 28     | 27      | 31     |
| Font: predict09.eu Arxivat 2009-04-10 a Wayback Machine. |                                               |         |          |        |         |        |

### Campanya electoral

#### Campanya contra l'abstenció
Des de les primeres eleccions europees, el 1979, l'abstenció ha anat augmentant fins a arribar al 54,5% de l'electorat el 2004, havent-hi estats, com Eslovàquia, on arribà fins al 83%. Per tal d'evitar uns nivells de participació tan reduïts, el Parlament Europeu va realitzar una campanya arreu de la Unió Europea, tractant d'incentivar a la ciutadania de fer ús del seu dret a vot. Aquesta campanya, que té un eslògan comú per a tota la Unió, "tu decideixes", compta amb la instal·lació de panells publicitaris i amb l'ús de xarxes socials com Facebook, entre d'altres, que incloïen preguntes sobre temes cabdals de la campanya electoral com ara la immigració, l'energia o conciliació de la vida laboral i familiar.

#### Presidència de la Comissió Europea
Històricament, només el socialista Jacques Delors ha aconseguit ser reelegit com a President de la Comissió Europea (fou president des de 1985 fins a 1995). El llavors president conservador José Manuel Durão Barroso optava a ser el segon president que aconseguís la reelecció i comptà amb el suport del Partit Popular Europeu, el seu partit, i de la major part dels presidents dels Estats membres (inclosos líders socialistes com ara l'espanyol José Luis Rodríguez Zapatero o el britànic Gordon Brown).
D'altra banda, existí un moviment opositor a Barroso en el que es trobava el Partit Socialista Europeu (tret d'algunes personalitats destacades com ara els esmentats Zapatero i Brown), el Partit Verd Europeu, l'Aliança dels Liberals i Demòcrates per Europa o el Partit de l'Esquerra Europea. Dins d'aquest moviment, un sector important veia en el líder dels socialistes europeus, Poul Nyrup Rasmussen, el millor candidat per a succeir a Barroso.

## Resultats

### Generals
| Partit / Grup | Partit / Grup                                 | Escons | Dif. Esc. 2004 |
| ------------- | --------------------------------------------- | ------ | -------------- |
|               | Partit Popular Europeu - Demòcrates Europeus  | 264    | -24            |
|               | Partit Socialista Europeu                     | 161    | -56            |
|               | No inscrits                                   | 110    | +80            |
|               | Aliança dels Liberals i Demòcrates per Europa | 83     | -17            |
|               | Els Verds-Aliança Lliure Europea              | 53     | +10            |
|               | Esquerra Unida Europea-Esquerra Verda Nòrdica | 33     | -8             |
|               | Independència i Democràcia                    | 18     | -4             |
|               | Unió per l'Europa de les Nacions              | 14     | -30            |
|               |                                               | 736    | -49            |

### Per estat
| Grup políticEstat         | PPE-DE                                | PSE             | ALDE               | Verds-ALE               | EUE-EVN            | UEN         | ID           | Altres (incl. No Inscrits)     | MPEs      | Participació |
| ------------------------- | ------------------------------------- | --------------- | ------------------ | ----------------------- | ------------------ | ----------- | ------------ | ------------------------------ | --------- | ------------ |
| Alemanya                  | 34 (CDU) 8 (CSU)                      | 23 (SPD)        | 12 (FDP)           | 14 (Grüne)              | 8 (Linke)          |             |              |                                | 99        | 43,3%        |
| Àustria                   | 6 (ÖVP)                               | 4 (SPÖ)         |                    | 2 (Grüne)               |                    |             |              | 3 (Martin) 2 (FPÖ)             | 17        | 45,97%       |
| Bèlgica                   | 3 (CD&V) 1 (N-VA) 1 (CDH) 1 (CSP-EVP) | 3 (PS) 2 (SP.A) | 3 (OpenVLD) 2 (MR) | 1 (Groen!) 2 (Ecolo)    |                    |             |              | 2 (VB) 1 (LDD)                 | 22        | 91%          |
| Bulgària                  | 5 (GERB) 1 (SDS/DSB)                  | 4 (BSP)         | 3 (DPS) 2 (NDSV)   |                         |                    |             |              | 2 (Attack)                     | 17        | 37,49%       |
| Dinamarca                 | 1 (C)                                 | 4 (A)           | 3 (V)              | 2 (F)                   | 1 (N)              | 2 (O)       |              |                                | 13        | 59,5%        |
| Eslovàquia                | 2 (SDKÚ-DS) 2 (KDH) 2 (SMK)           | 5 (Smer)        |                    |                         |                    |             |              | 1 (SNS) 1 (LS-HZDS)            | 13        | 19,63%       |
| Eslovènia                 | 2 (SDS) 1 (NSi)                       | 2 (SD)          | 1 (LDS) 1 (Zares)  |                         |                    |             |              |                                | 7         | 28,02%       |
| Espanya                   | 23 (PP)                               | 21 (PSOE)       | 2 (CpE)            | 1 (EdP) 1 (ICV)         | 1 (IU)             |             |              | 1 (UPyD)                       | 50        | 46,0%        |
| Estònia                   | 1 (IRL)                               | 1 (SDE)         | 1 (RE) 2 (KE)      |                         |                    |             |              | 1 (Tarand)                     | 6         | 43,9%        |
| Finlàndia                 | 3 (Kok.) 1 (KD)                       | 2 (SDP)         | 3 (Kesk.) 1 (SFP)  | 2 (Vihr.)               |                    |             |              | 1 (PS)                         | 13        | 40,3%        |
| França                    | 24 (UMP) 3 (NC) 2 (LGM)               | 14 (PS)         | 6 (MoDem)          | 14 (E-É)                | 5 (FG)             |             | 1 (Libertas) | 3 (FN)                         | 72        | 40,48%       |
| Grècia                    | 8 (ND)                                | 8 (PASOK)       |                    | 1 (Greens)              | 2 (KKE) 1 (SÍRIZA) |             | 2 (LAOS)     |                                | 22        | 52,63%       |
| Hongria                   | 14 (Fidesz-MPP) 1 (MDF)               | 4 (MSZP)        |                    |                         |                    |             |              | 3 (Jobbik)                     | 22        | 36,28%       |
| Irlanda                   | 4 (FG)                                | 3 (Lab)         | 3 (FF) 1 (Harkin)  |                         |                    |             |              | 1 (SP)                         | 12        | 57,6%        |
| Itàlia                    | 29 (PdL) 5 (UDC) 1 (SVP)              |                 | 7 (IdV)            |                         |                    | 9 (LN)      |              | 21 (PD)                        | 72        | 65,05%       |
| Letònia                   | 1 (JL)                                |                 | 1 (LPP/LC)         | 1 (PCTVL)               |                    | 1 (TB/LNNK) |              | 2 (SC) 2 (PS)                  | 8         | 52,57%       |
| Lituània                  | 4 (TS-LKD)                            | 3 (LSDP)        | 1 (DP) 1 (LRLS)    |                         |                    | 2 (TT)      |              | 1 (LLRA)                       | 12        | 20,54%       |
| Luxemburg                 | 3 (CSV)                               | 1 (LSAP)        | 1 (DP)             | 1 (déi gréng)           |                    |             |              |                                | 6         | 91%          |
| Malta                     | 2 (PN)                                | 3 (PL)          |                    |                         |                    |             |              |                                | 5         | 78,8%        |
| Països Baixos             | 5 (CDA)                               | 3 (PvdA)        | 3 (VVD) 3 (D66)    | 3 (GL)                  | 2 (SP)             |             | 2 (CU-SGP)   | 4 (PVV)                        | 25        | 36,9%        |
| Polònia                   | 25 (PO) 3 (PSL)                       | 7 (SLD-UP)      |                    |                         |                    |             |              | 15 (PiS)                       | 50        | 24,53%       |
| Portugal                  | 8 (PSD) 2 (CDS/PP)                    | 7 (PS)          |                    |                         | 2 (CDU) 3 (BE)     |             |              |                                | 22        | 36,77%       |
| Txèquia                   | 2 (KDU–ČSL)                           | 7 (ČSSD)        |                    |                         | 4 (KSČM)           |             |              | 9 (ODS)                        | 22        | 28,22%       |
| Romania                   | 10 (PD-L) 2 (UDMR) 1 (Băsescu)        | 11 (PSD-PC)     | 5 (PNL)            | 1 (Tőkés)               |                    |             |              | 3 (PRM)                        | 33        | 27,67%       |
| Suècia                    | 4 (M) 1 (KD)                          | 5 (S)           | 3 (FP) 1 (C)       | 2 (MP)                  | 1 (V)              |             |              | 1 (PP)                         | 18        | 45,53%       |
| Regne Unit                |                                       | 13 (Lab)        | 11 (LD)            | 2 (GPEW) 2 (SNP) 1 (PC) | 1 (SF)             |             | 13 (UKIP)    | 26 (Con/UCUNF) 2 (BNP) 1 (DUP) | 72        | 34,48%       |
| Xipre                     | 2 (DISY)                              | 1 (EDEK)        |                    |                         | 2 (AKEL)           |             |              | 1 (DIKO)                       | 6         | 58,88%       |
| Total                     | 264                                   | 161             | 83                 | 53                      | 33                 | 14          | 18           | 110                            | 736       | 43,24%       |
| Grup parlamentari         | PPE-DE                                | PSE             | ALDE               | Verds-EFA               | EUE-EVN            | UEN         | ID           | Altres (incl. No Inscrits)     | MPEs      | Participació |
| Total anterior (absoluta) | 288 (−24)                             | 217 (−56)       | 100 (−17)          | 43 (+10)                | 41 (−8)            | 44 (−30)    | 22 (−4)      | 30 (+80)                       | 785 (–49) |              |
| Total anterior (ajustada) | 244 (+20)                             | 196 (−35)       | 88 (−5)            | 40 (+13)                | 38 (−5)            | 24 (−10)    | 21 (−3)      | 85 (+25)                       | 736 (±0)  |              |

## Les eleccions als Països Catalans

### Diputats
- Partido Socialista Obrero Español: Josefa Andrés, Maria Badia, Enrique Guerrero, Raimon Obiols i Teresa Riera.
- Partido Popular: Rosa Estaràs, Santiago Fisas i Aleix Vidal-Quadras.
- Convergència i Unió: Ramon Tremosa i Salvador Sedó.
- Union pour un Mouvement Populaire: Marie-Thérèse Sanchez-Schmid.
- Iniciativa per Catalunya: Raül Romeva.
- Esquerra Republicana de Catalunya: Oriol Junqueras.